# 西西里黑手黨
我們的事業（義大利語：Cosa Nostra，發音：[ˈkɔza ˈnɔstra]；音译科萨诺斯特拉），通常稱為西西里黑手黨（Mafia Siciliana），可簡稱作黑手黨（Mafia），是以意大利西西里岛為基地，帶有恐怖主义特色的黑手党類型的有組織犯罪集團。隨著移民潮，黑手黨蔓延到如美國與加拿大等國家。

## 簡介
西西里黑手黨是由有鬆散聯繫的多個犯罪集團組成，它們有共同的組織架構以及行為守則。基礎的團體被稱為「家族」、「部落」或「cosca」（意大利語，意思為「氏族」）。每個「家族」都會對領土宣稱主權，範圍通常是一個城鎮、一個村莊，或一個大城市中的一個近鄰社區（義大利語：borgata），它們會在「領土」內進行違法的賺取金錢的行為。黑手黨的成員會稱自己作"made men"(美语，直译作“修成者”)、“uomo d'onore”(意语，字面解“荣耀者”)、“omu d'onuri”(西西里语，意思是“荣耀者”)或“uomo di rispetto”(意语，字面上等于“尊崇者”)，但公眾人士一般稱他們為“義大利語：”(可译成“黑手黨成員”)。西西里黑手黨的主要活動是收取保護費、進行犯罪者之間的仲裁，以及組織和監管一些非法協議和交易。

## 入幫儀式
以西西里傳統入幫儀式而言，黑手黨新進嘍囉要入會之前，首先跪在首領之前，首領取一張聖人的聖像，通常是首領或新進嘍囉的主保聖人，或者聖母像。置於嘍囉一隻手之手心，首領取一把匕首（或任何小刀，甚至水果刀或瑞士刀），劃開嘍囉另一隻手的手指，讓血滴在聖像之上。然後要嘍囉雙手併攏，以掌心捧著聖像。首領問：「你願意在聖人面前以血發誓，永遠遵守幫規，不出賣家族麼？」嘍囉答：「我發誓。」然後首領即點火燃燒那張掌心捧著的染血聖像，說；「聖人見証，你若背叛，就如同這張聖像，在陽世間被炮烙，或者在地獄裏受火刑」。將燒至手時，嘍囉將聖像放在地板上，低頭合掌向聖像禮拜。首領會走過來擁抱嘍囉，說：「聖人賜福予你，我的兄弟（我的孩子）」。。

## 外部連結
- Direzione Investigativa Antimafia （页面存档备份，存于） （意大利文）